# Commission Pike

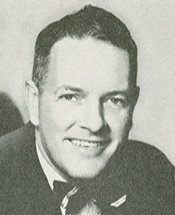
Ancien membre du Congrès Otis G. Pike du 1er district de New York.

La commission Pike était une commission créée par la Chambre des représentants des États-Unis le 19 février 1975, pour enquêter sur les activités de la CIA. D'abord nommée commission Nedzi (en) avant de prendre le nom du représentant de l'État de New York Otis Pike (en), son équivalent au Sénat est la commission Church. Le rapport qu'elle publie le 16 février 1976 suggère un plus grand contrôle du Congrès sur les activités de renseignement.

### Lien et document externes
- (en) Enquête du Pike Committee et la CIA.